# Ressourcenfluch
Der Begriff Ressourcenfluch (englisch: resource curse) oder Ressourcenfalle bezeichnet die negativen Folgen, die der Reichtum an natürlichen Ressourcen für ein Land und seine Bevölkerung haben kann. Insbesondere bezeichnet er dabei das scheinbare Paradoxon, dass das Wirtschaftswachstum in Ländern, die viele mineralische und fossile Rohstoffe exportieren, in der Regel geringer ist als in rohstoffarmen Ländern. Der „Fluch“ sei dabei durch das Fehlverhalten der betreffenden Marktteilnehmer begründet. Daneben wird die Wirtschaft in Ländern mit politischer Instabilität, hoher Korruption und bewaffneten Konflikten auf die lokalen Rohstoffe reduziert, was deren Rolle besonders hervorhebt. In diesem Zusammenhang spricht man von der Fortsetzung des kolonialen Extraktivismus durch einen post-kolonialen Neo-Extraktivismus.

## These
Lange wurde angenommen, dass Reichtum an natürlichen Ressourcen, insbesondere Erdöl, grundsätzlich ein Segen für ein Land sei und Entwicklung und Wohlstand garantiere. In den 1980er Jahren tauchte die Vorstellung auf, dass es sich hierbei eher um einen „Fluch“ handle, nachdem es kaum einem Drittweltland gelungen war, auf Basis der Ressourcen eine verarbeitende Exportindustrie aufzubauen. Zum Teil entwickelte sich infolge florierender Öl- und Mineralienexporte sogar die Landwirtschaft zurück. Zahlreiche Untersuchungen, wie die namhaften Arbeiten von Jeffrey Sachs und Andrew Warner, zeigten eine Verbindung zwischen Rohstoffreichtum und geringem Wirtschaftswachstum. Der Begriff Ressourcenfluch wurde jedoch erst 1993 von Richard Auty geprägt, um zu beschreiben, warum rohstoffreiche Länder wider Erwarten oft nicht in der Lage sind, ihren Reichtum für einen wirtschaftlichen Aufschwung zu nutzen.

## Negative Folgen

### Silberinflation in Spanien
Ein frühes Beispiel für die Ambivalenz der kolonialen Ausbeutung durch einseitige Förderung extraktiver Industrien ist der Silberbergbau von Potosí, der Mitte des 16. Jahrhunderts einsetzte und dazu führte, dass die massiven Silberexporte nach Spanien dort zur Inflation, zum Niedergang des verarbeitenden Gewerbes und zu Massenarmut führte. Die Münzverschlechterung betraf auch Deutschland.

### Die „Holländische Krankheit“
Bei der Holländischen Krankheit handelt es sich um ein wirtschaftliches Phänomen, bei dem Einkünfte aus Rohstoffexporten den realen Wechselkurs der Landeswährung erhöhen. Hierdurch verliert das verarbeitende Gewerbe seine Wettbewerbsfähigkeit auf dem Weltmarkt, was bis zur Deindustrialisierung eines Landes führen kann. Die Abhängigkeit der Volkswirtschaft vom Rohstoffexport nimmt hingegen in einem Teufelskreis immer weiter zu. Die Wirtschaft wird außergewöhnlich anfällig für Preisschwankungen bei Rohstoffen, wobei die Produktivitätszunahme im Rohstoffexport meist geringer ist als in der Verarbeitung. Als Beispiel kann das von Einnahmen aus Ölexporten abhängige Aserbaidschan gelten, dessen Wirtschaft sich kaum differenziert entwickelte, da seine Währung, der Manat, völlig überbewertet war. Ein Einbruch der Erlöse aus dem Rohstoffexport führt dann – wie 2015 auch in Kasachstan – zu einer starken Abwertung der Landeswährung.

### Übermäßige Verschuldung
Wenn der reale Wechselkurs steigt, sei es durch Kapitalzufluss (Kapitalimport) oder durch die Holländische Krankheit, dann werden die Zinsen für Schulden billiger. Dadurch werden die Regierungen ermutigt, Schulden anzuhäufen, selbst wenn sie gleichzeitig über hohe Einkünfte aus dem Rohstoffexport verfügen. Hierbei erwarten sie in der Regel noch größere Einkünfte in der Zukunft, zum Beispiel durch eine Erhöhung von Ölförderquoten. Wenn die Ölpreise fallen und der reale Wechselkurs sinkt, verfügt die Regierung jedoch nicht mehr über ausreichend Geld, um die nun verhältnismäßig teuren Schulden zu begleichen. Das gilt auch für Rohstoffunternehmen, die ihre Förderung durch das Begeben von Anleihen ausgeweitet haben (z. B. die brasilianische Petrobras).
Aber auch für entwickelte Industrieländer kann der massive Ausbau extraktiver Industrien zur Senkung der Importabhängigkeit Probleme nach sich ziehen, wie das Beispiel der US-Fracking-Industrie zeigt. Diese hat in den letzten Jahren ohne Rücksicht auf irgendwelche Förderquoten ihre Förderung massiv erhöht, allerdings um den Preis einer hohen Verschuldung durch die Ausgabe von Schuldverschreibungen in Milliardenhöhe. Als der Ölpreis 2015 und noch deutlicher 2020 fiel, wurde das Fracking-Öl unrentabel und die Anleihen wurden durch das Ausfallrisiko zu Schrottpapieren.
Rohstoffreiche Länder versuchen dieser Tendenz durch die Anlage von Fonds zu begegnen und die Rohstoffeinnahmen durch langfristige Investitionen im Ausland weniger wechselkursanfällig zu gestalten. Vorbild für viele derartige Staatsfonds war der Alaska Permanent Fund, der 1976 durch Volksentscheid eingeführt wurde. Der größte Fonds dieser Art, der Abu Dhabi Investment Authority, wurde ebenfalls 1976 gegründet. Der Statens pensjonsfond Norwegens ist der weltgrößte Fonds dieser Art, obwohl Norwegen nur auf Platz 13 der Erdölförderländer steht.

### Diktatur und Korruption

Verteilung der weltweiten Erdölreserven, Kanada einschließlich Ölsande, BBL = Billion barrels of petroleum liquids (dt. Milliarden Barrel fließfähiges Erdöl)

Zahlreiche rohstoffreiche Länder werden von autoritären oder diktatorischen und korrupten Regierungen gelenkt. Dies liegt zum Teil daran, dass der rohstoffreiche Sektor oft große Konzerne anzieht, von denen die Regierungen Bestechungsgelder erhalten, oder sie die Einnahmen aus dem Rohstoffexport nutzen können, um ihren Machterhalt zu finanzieren. Beispiele für diese Entwicklung sind etwa Russland (Kremlnahe Oligarchen), Aserbaidschan (Erdöl und -gas), Saudi-Arabien (größte Erdölvorkommen der Welt), der Tschad (Erdöl), Gabun (Erdöl), das winzige Äquatorialguinea (Erdöl), dessen Präsident angeblich über ein Privatvermögen von 600 Millionen bis 3 Milliarden Dollar verfügt, während die Mehrheit der Bevölkerung von unter 2 Dollar pro Tag lebt, ferner Nigeria (Erdöl) und Myanmar/Burma (Erdgas), aber auch für Demokratien wie Brasilien. Angesichts der zeitweilig hohen Profitabilität der begrenzten natürlichen Ressourcen neigen die Machthaber zur Vernachlässigung der wirtschaftlichen Vielfalt.
Wenn Rohstoffausbeutung und -export nur einer schmalen Elite zugutekommen, trägt der Ressourcenreichtum weniger zur Steigerung des allgemeinen Wohlstands bei. In rohstoffreichen Entwicklungsländern herrscht eine besonders große Kluft zwischen Arm und Reich.
Am Beispiel Venezuelas wird nach Michael Penfold die Wechselwirkung von Öleinnahmen und mehr oder minder stabilen politischen Institutionen deutlich. Der Wechsel von einer ehemaligen Militärregierung  zu einer stabilen Demokratie in den 1950ern und politischem Chaos bis zu einem autoritären Regimewechsel danach ist nicht mit den Öleinnahmen allein zu erklären, sondern hat wesentlich mit politischem Handeln zu tun.

### Politische Instabilität und bewaffnete Konflikte

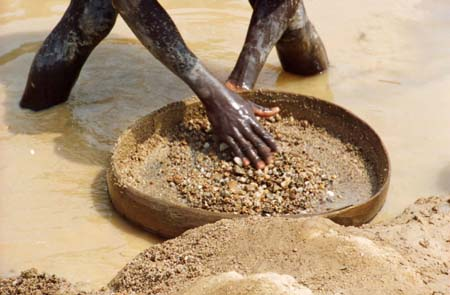
Diamantenschürfen in Sierra Leone

Rohstoffreiche Entwicklungsländer sind oftmals politisch instabil oder gar von bewaffneten Konflikten betroffen. Beispiele waren die Bürgerkriege in Sierra Leone und Liberia (Westafrika), in denen es um die ergiebigen Diamantenfelder (sowie im Liberianischen Bürgerkrieg auch um Edelhölzer) ging, die Irakkriege von 1980, 1990 und 2003, der jahrzehntelange Bürgerkrieg in Angola (den die Rebellen der UNITA mit Diamanten finanzierten) und der Kongokrieg, der von verschiedenen Rebellengruppen und Nachbarländern um die Erdöl-, Diamanten-, Gold-, Kobalt-, Kassiterit- und Coltanvorkommen der Demokratischen Republik Kongo geführt wurde und in den Provinzen Nord- und Süd-Kiwu immer noch von Milizen weitergeführt wird. Nach dem Ende des Krieges im Kongo wurden die Minengesellschaften anschließend unter intransparenten Bedingungen privatisiert und zu geringen Preisen an westliche und chinesische Investoren verkauft. Heute arbeiten daneben bis zu 2 Millionen Menschen in illegalen Minen und produzieren für den Schwarzmarkt oder schmuggeln die Ware in legale Minen, um sie dort verplomben zu lassen. Jede zweite der nicht genehmigten Minen wird von einer Miliz kontrolliert.
Bei zahlreichen Konflikten (z. B. im Sezessionskrieg im Südsudan oder beim Konflikt in Ostsudan), die auf religiöse und ethnische Spannungen zurückgeführt werden, spielt auch die Verteilung der Gewinne aus dem Rohstoffexport eine wichtige Rolle. Daneben sind Einnahmen aus Rohstoffen (vgl. Blutdiamanten und Konfliktrohstoffe) eine wichtige Finanzierungsquelle von Waffen für lokale Bürgerkriege.

### Vernachlässigung von Bildung und Gesundheit
Ein weiterer möglicher Effekt des Ressourcenfluchs ist die Vernachlässigung von Bildung oder Gesundheitssystemen. Länder, die sich auf den Rohstoffexport verlassen, könnten die Ausbildung ihrer Bevölkerung vernachlässigen, da sie im Augenblick keinen Bedarf dafür sehen. Im Gegensatz dazu haben rohstoffarme Volkswirtschaften, wie zum Beispiel die sogenannten „Tigerstaaten“, gewaltige Anstrengungen im Bildungswesen unternommen, was zu ihrem wirtschaftlichen Erfolg mit beigetragen hat. Andere Forscher hingegen widersprechen dieser Schlussfolgerung. Sie argumentieren, dass natürliche Ressourcen leicht zu besteuernde Renditen abwerfen, welche ebenso gut zu erhöhten Ausgaben für die Bildung führen könnten.

### Umweltzerstörung und Armut
Eine weitere Folge der Förderung der Rohstoffe ist unausweichlich eine gewisse Umweltzerstörung. Abhängig vom lokalen Bewusstsein für die Umwelt, den lokalen Umweltvorschriften und der mehr oder minder konsequenten Durchsetzung kann der Grad dieser Umweltfolgen allerdings stark unterschiedlich ausfallen. Betroffen sind sowohl die Bevölkerung und ihre Lebensgrundlagen als auch die Natur mit Tieren und Pflanzen sowie nicht zuletzt die Landschaft selbst. In Ländern, in denen die Bevölkerung in ihren Bedürfnissen gegen die herrschenden Mächte von Regierung und Wirtschaft wenig Durchsetzungsvermögen hat bzw. unterdrückt wird (also vor allem in Entwicklungsländern, aber auch in weiter entwickelten Ländern mit überwiegender Orientierung an den Interessen der Industrieunternehmen sowie in Regionen, in denen die Korruption stark vertreten ist), fallen diese Umweltfolgen oftmals sehr drastisch aus.
Diese Umweltfolgen hängen stark vom jeweiligen Rohstoff ab und sind je nach Art sehr vielfältig. Von der Vergiftung von Flüssen, und damit Trinkwasser, über die Verseuchung von Ackerböden, die Belastung der Luft durch Schadstoffe, die Entwaldung ganzer Landstriche mit allen daran hängenden Folgen (z. B. Erosion), bis hin zur Störung oder gar Umformung von sensiblen Ökosystemen sind die Folgen mannigfaltig. Korruption ist dabei ein wichtiger Verstärker für mögliche Umweltfolgen. Berüchtigt ist beispielsweise die Verseuchung der Umwelt im nigerianischen Nigerdelta durch die Erdölförderung. Im Amazonasbecken, insbesondere in Ecuador, führt die Erdölförderung zur Zerstörung des Regenwaldes und der Lebensgrundlagen der indigenen Völker. Auch für Goldminen wie die Yanacocha-Mine in Peru oder die Ahafo-Mine in Ghana ist oft die Zwangsumsiedlung Tausender erforderlich. In vielen Fällen erhalten die Umgesiedelten keine adäquate Entschädigung für ihr Land, sodass sich ihre Armut vergrößert.
Durch den hohen Bedarf an leistungsfähigen Batterien etwa für die E-Mobilität geriet seit etwa 2015 die Lithium-Gewinnung in den Ruf, nicht nur große Umweltschäden hervorzurufen, sondern auch politische Krisen durch das Festhalten an einem entwicklungshemmenden extraktiven Wirtschaftsmodell und die entstehenden Verteilungskonflikte des Reichtums auszulösen, so etwa 2019 in Bolivien und Chile. Damit wird die internationale Konkurrenz um den Rohstoff weiter intensiviert.

## Alternativerklärung
Eine andere Erklärung kehrt die Ursache und Folgewirkung um – Korruption, Konflikte und Bürgerkriege reduzieren die lokale Wirtschaft auf den Abbau und Export seltener natürlicher Ressourcen, deren Erlöse in die Taschen kleiner Eliten fließen, nicht umgekehrt; denn der Ressourcenreichtum vieler Industrieländer behindert keineswegs deren wirtschaftlichen Erfolg.

## Empirische Forschung
Zahlreiche Untersuchungen, wie die namhaften Arbeiten von Jeffrey Sachs und Andrew Warner, zeigten eine Verbindung zwischen Rohstoffreichtum und geringem Wirtschaftswachstum.
Dieses Missverhältnis wird z. B. deutlich am Beispiel der ölproduzierenden Länder. In den Jahren von 1965 bis 1998 nahm in den Ländern der OPEC das Bruttonationaleinkommen (früher: Bruttosozialprodukt) pro Kopf im Durchschnitt um 1,3 % ab, während in den restlichen Entwicklungsländern das Pro-Kopf-Wachstum im Durchschnitt bei 2,2 % lag.
Eine Studie der britischen Nichtregierungsorganisation Oxfam stellt darüber hinaus fest, dass der Lebensstandard der Menschen in rohstoffreichen Ländern gemessen am Index der menschlichen Entwicklung niedriger ist als vom statistischen Pro-Kopf-Einkommen her zu erwarten wäre.
Jedoch auch die Entwicklung unter den ressourcenreichen Ländern unterscheidet sich teils gravierend. In Ghana wurde 2008 Öl entdeckt, seit 2010 wird es gefördert. Nach Beginn der Ölverkäufe brach die Haushaltsdisziplin zusammen. 2014 fielen die Ölpreise; heute reichen die Erlöse, die breit gestreut und nicht investiert wurden, gerade dazu, um ein Viertel der Zinsen für die Staatsverschuldung zu zahlen. Ein Gegenbeispiel zum Ressourcenfluch-Phänomen ist die Entwicklung Norwegens, einer stabilen konstitutionellen Monarchie mit einem parlamentarischen Regierungssystem und außerordentlich geringer Korruption. Hier besteht im Gegensatz zu vielen afrikanischen Ländern keine fragile Verwaltung, und ein staatlicher Fonds verwaltet dort den Rohstoffreichtum im Sinne des Gemeinwohls. Trotz Ölreichtums und erheblichen wirtschaftlichen Gegensätzen zum Ausland blieb das Land auch von Bürgerkrieg und kriegerischen Auseinandersetzungen mit seinen Nachbarn verschont. Als außergewöhnlich gilt auch die wirtschaftlich vergleichsweise stabile Entwicklung von Malaysia. Mögliche Gründe dafür liegen in der Nichtbefolgung der wirtschaftsliberalen Veränderungsvorschläge des IWF, in umfangreichen Bildungsinvestitionen und effektiven Programmen zur Förderung von Minderheiten.
Eine in Stanford veröffentlichte Studie aus dem Jahr 2007 fand bei Betrachtung der langfristigen Entwicklungen u. a. in den Ländern Mexiko, Ecuador, Venezuela und Norwegen keinen statistisch signifikanten Zusammenhang zwischen Ressourcenreichtum und Mangel an Demokratie. Die Autoren sehen die entgegengesetzten Ergebnisse anderer Studien aufgrund ihrer Ergebnisse als fragil an. Allerdings trug die Wachstumskrise der Schwellenländer aufgrund des Rohstoff- und insbesondere des Ölpreisverfalls seit 2014 auch nicht zur weiteren Demokratisierung bei, was das Beispiel Venezuelas verdeutlicht.